# Clona (seriál)
Clona je česko-slovenský sedmidílný kriminální televizní seriál, který byl v premiéře vysílán na ČT1 od 28. dubna 2014 do 9. června 2014. Podle scénáře Marka Epsteina jej režíroval Tomáš Řehořek.

## Obsazení

### Hlavní a vedlejší role
| Kryštof Hádek    | kameraman Roman Kadlec    |
| David Novotný    | major Tomáš Fábera        |
| Viktor Preiss    | plukovník Jan Bárta       |
| Rostislav Novák  | kapitán Lukáš Borkovec    |
| Vica Kerekes     | kapitánka Nikola Bárdyová |
| Jan Hartl        | Kadlec, otec Romana       |
| Taťjana Medvecká | Kadlecová, matka Romana   |

### Epizodní role
| Marek Pospíchal      | Karel Simon (1. díl)            |
| Tomáš Bambušek       | komplic Richter (1. díl)        |
| Lukáš Černoch        | lupič Borecký (2. díl)          |
| Bořek Joura          | svědek Liška (2. díl)           |
| Jenovéfa Boková      | Lenka Grolová (3. díl)          |
| Jiří Vyorálek        | únosce Cílek (3. díl)           |
| Leoš Noha            | Stanislav Bojůvka (3. díl)      |
| Petr Koutecký        | Jan Semenáček (3. díl)          |
| Jan Holík            | František Staněk (3. díl)       |
| Jiří Černý           | novinář Stacha (4. díl)         |
| Ivana Krmíčková      | Adéla Kyliánová (4. díl)        |
| Martin Finger        | Jiří Kylián (4. díl)            |
| Petr Štěpán          | Marek Kylián (4. díl)           |
| Daniel Šváb          | Lukáš Hrbek (4. díl)            |
| Zuzana Skalníková    | důchodkyně Hamzová (4. díl)     |
| Hynek Chmelář        | soused Slánka (4. díl)          |
| Mikuláš Křen         | policista Lomek (5. díl)        |
| Petr Vágner          | Kanděra (5. díl)                |
| Barbora Milotová     | Lenka Fáberová (5. díl)         |
| Maura Čápová         | Sylvie Fáberová (5. díl)        |
| Jan Kolařík          | plk. Zdeno Dyml (5. a 7. díl)   |
| Jiří Suchý z Tábora  | Ivan Jílský (6. díl)            |
| Petr Jeništa         | vrah Hyksa (6. díl)             |
| Daniela Vacková      | matka Jílská (6. díl)           |
| Jaroslava Pokorná    | Eva Hyksová (6. díl)            |
| Matěj Anděl          | Karel Ruka (6. díl)             |
| Lívia Bielovič Sabol | prodavačka Klára (6. díl)       |
| Jiří Laštovka        | zaměstnavatel Švarc (6. díl)    |
| Jan Španbauer        | Kalous, Dymlův komplic (7. díl) |
| Petr Matoušek        | Karel Hynek (7. díl)            |
| Simona Zmrzlá        | Iris Hynková (7. díl)           |
| Pavel Šimčík         | Petr Kafka (7. díl)             |
| Petra Špindlerová    | Irena Kafková (7. díl)          |
| Andrea Daňková       | Táňa Kafková (7. díl)           |

## Seznam dílů
| Č. v seriálu | Název          | Režie         | Scénář        | Datum premiéry  | Sledovanost (v milionech) |
| ------------ | -------------- | ------------- | ------------- | --------------- | ------------------------- |
| 1            | Smrt policajta | Tomáš Řehořek | Marek Epstein | 28. dubna 2014  | 1,094                     |
| 2            | První oheň     | Tomáš Řehořek | Marek Epstein | 5. května 2014  | 0,930                     |
| 3            | Únos           | Tomáš Řehořek | Marek Epstein | 12. května 2014 | 0,569                     |
| 4            | Samá voda      | Tomáš Řehořek | Marek Epstein | 19. května 2014 | 0,743                     |
| 5            | Práskač        | Tomáš Řehořek | Marek Epstein | 26. května 2014 | 0,682                     |
| 6            | Stopaři        | Tomáš Řehořek | Marek Epstein | 2. června 2014  | 0,694                     |
| 7            | Kameraman      | Tomáš Řehořek | Marek Epstein | 9. června 2014  | 0,551                     |